# Estàtua d'Atena Pròmacos

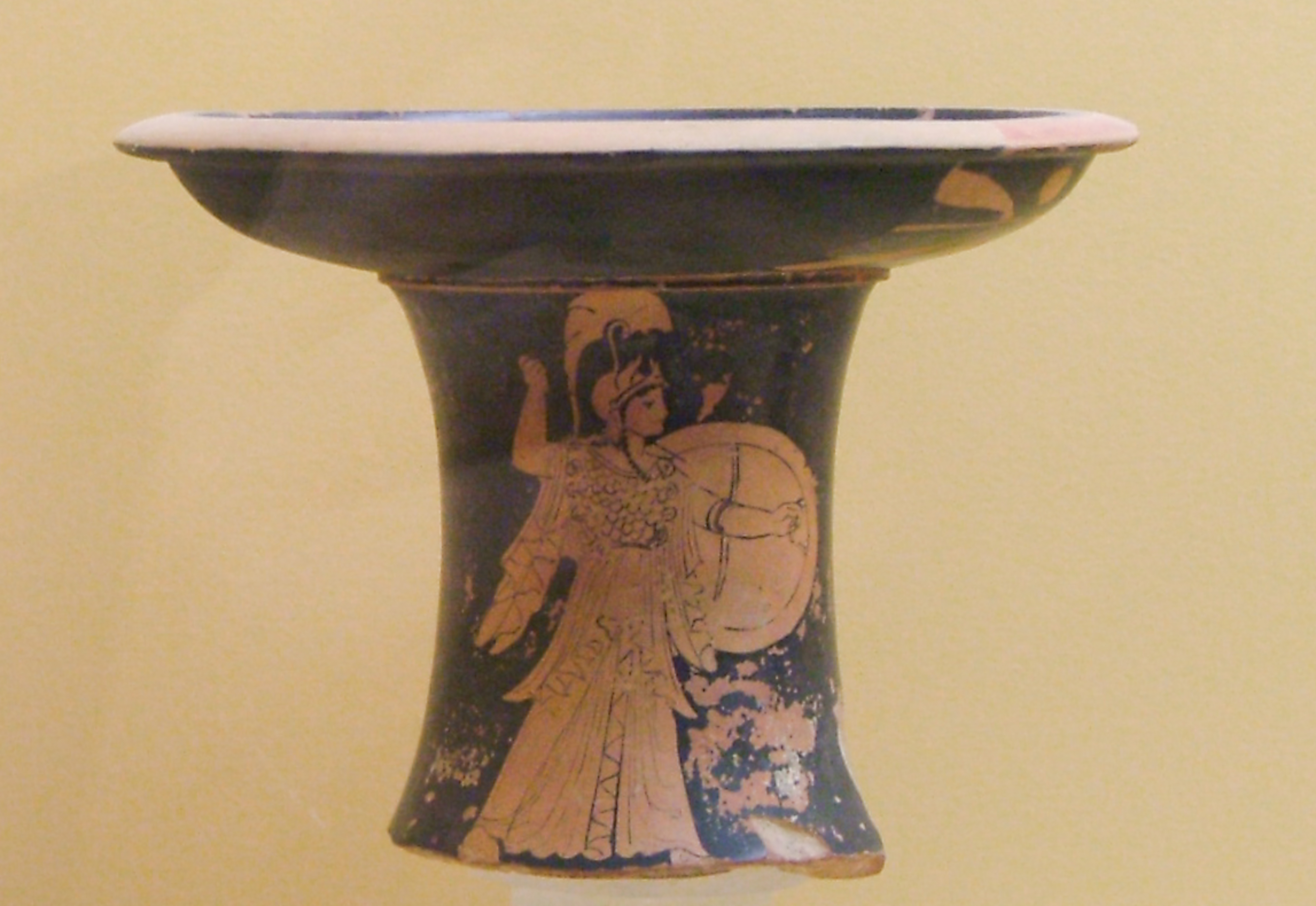
Representació d'Atena Pròmacos en un fragment d'enòcoa, c. 410 aC (Museu de l'Àgora d'Atenes)

L'estàtua d'Atena Pròmacos era una escultura de bronze realitzada per l'escultor grec Fídies. El seu nom significa 'la que combat en primera línia', i Plini la va anomenar «la gran Minerva de bronze».
Construïda entre els anys 450 aC i 448 aC, tenia una alçada de nou metres, més un i mig de la base, i estava situada després dels Propileus presidint l'Acròpoli d'Atenes. Va ser la imatge de bronze més gran d'Atenes, però només se'n conserva una part del pedestal i, de les còpies existents, no es té garantia completa que representin com era autènticament. La divinitat duia una llança a la mà i un escut gegant al costat esquerre, decorat per Mis amb imatges de la lluita entre els centaures i els làpites.